# Въоръжени сили на Сенегал
Въоръжените сили на Сенегал включват Армия, Военновъздушни сили, Военноморски флот и Национална жандармерия. Сенегалските войски са сред най-добре тренираните в Африка. Франция, САЩ и Германия оказват финансови помощи и помагат в обучението на войниците.
Сенегалските въоръжени сили активно помагат в международни мироопазващи операции на ООН. Сенегалски войници има в Демократична република Конго, Сиера Леоне и Централноафриканската република. Контингенти са били разположени също в Руанда и Либерия. Сенегал е единствената западноафриканска държава, която е участвала в коалицията по време на Операция Пустинна буря.
По настояване на президента на Гамбия Дауда Джауара сенегалската армия навлиза в страната и осуетява опит за преврат. След това се намесва и в гражданската война в Гвинея-Бисау.